# Віїшоара (Бістріца-Несеуд)
Віїшоара (рум. Viișoara) — село у повіті Бистриця-Несеуд в Румунії. Адміністративно підпорядковане місту Бистриця.
Село розташоване на відстані 322 км на північний захід від Бухареста, 5 км на південний захід від Бистриці, 73 км на північний схід від Клуж-Напоки.

## Населення
За даними перепису населення 2002 року у селі проживали 1393 особи.
Національний склад населення села:
| Національність | Кількість осіб | Відсоток |
| -------------- | -------------- | -------- |
| румуни         | 1304           | 93,6%    |
| цигани         | 69             | 5,0%     |
| угорці         | 13             | 0,9%     |
| німці          | 6              | 0,4%     |

Рідною мовою назвали:
| Мова      | Кількість осіб | Відсоток |
| --------- | -------------- | -------- |
| румунська | 1373           | 98,6%    |
| циганська | 10             | 0,7%     |
| угорська  | 6              | 0,4%     |